# هانس ایوالد هانسن
هانس ایوالد هانسن (دانمارکی: Hans Ewald Hansen؛ زادهٔ ۱۵ فوریهٔ ۱۹۴۴) بازیکن فوتبال اهل دانمارک بود.
وی همچنین در تیم ملی فوتبال دانمارک بازی کرده‌است.